# Piper sodiroi
Piper sodiroi är en pepparväxtart som beskrevs av C. Dc.. Piper sodiroi ingår i släktet Piper och familjen pepparväxter. Inga underarter finns listade i Catalogue of Life.